# Crue de la Garonne en 1875

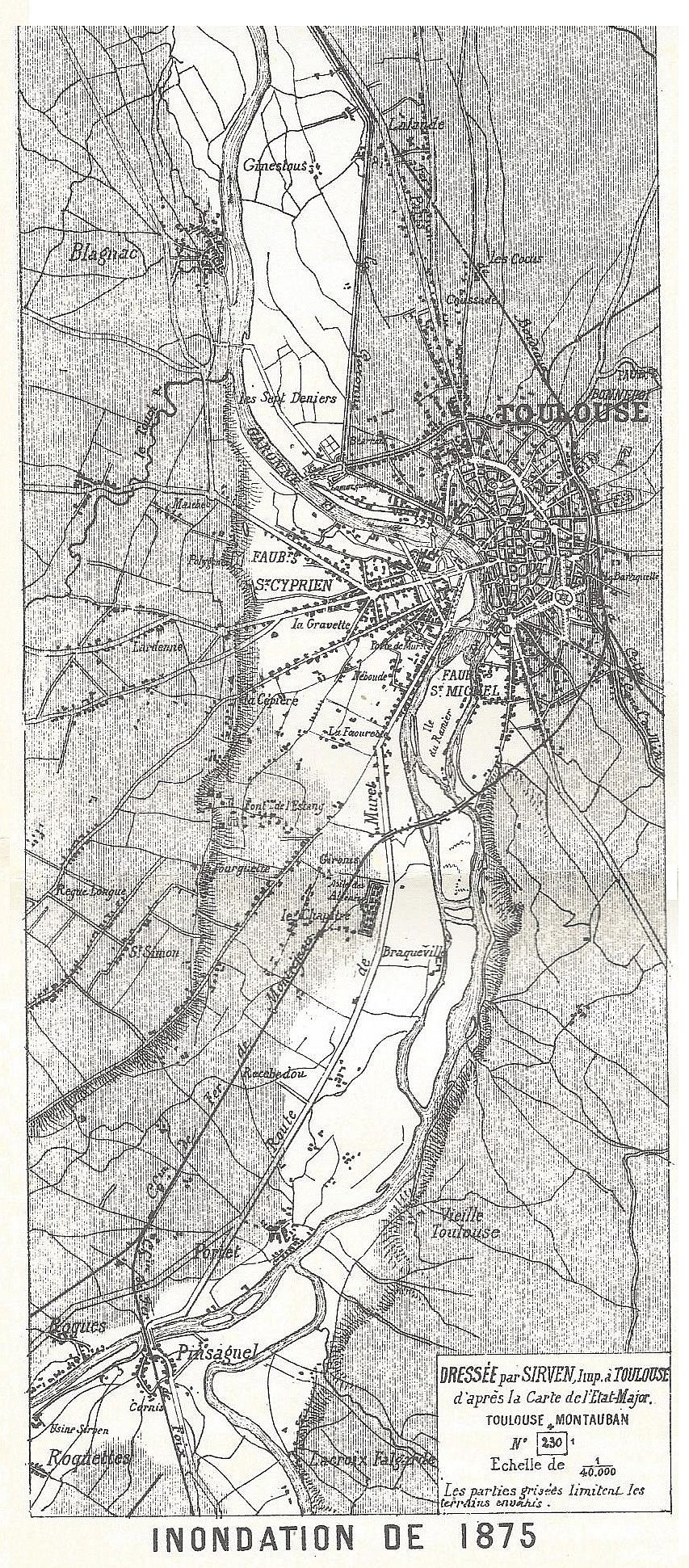
Étendue de la crue.

La crue de la Garonne de 1875 est une crue historique de la Garonne. Elle frappe Toulouse dans la nuit du 23 au 24 juin 1875. Elle cause 476 victimes dans les départements de la Haute-Garonne, du Tarn-et-Garonne et du Lot-et-Garonne, dont 209 dans la seule ville de Toulouse, où elle détruit environ 1 400 maisons et la totalité des ponts, à l'exception du Pont-Neuf.

## Contexte
Le mois de juin 1875 est exceptionnellement pluvieux et, cette année-là, les Pyrénées ont enregistré un fort enneigement. En raison de la fonte des neiges et du niveau de ses affluents, le niveau de la Garonne est très élevé dès le 21 juin 1875. À Toulouse, la crue atteint son pic dans la nuit du 23 au 24 juin 1875, après plus de trois jours de très fortes pluies sur des sols gorgés d’eau.
C'est une crue exceptionnelle : non seulement elle est la plus forte observée depuis 1632, mais en date de 2024 aucune autre crue ne l'a égalée. À l’échelle de mesure du Pont Neuf, le niveau d’eau atteint 8,32 m (le niveau habituel est de 0,80 m). À Toulouse, c'est essentiellement la rive gauche qui est frappée : le quartier de Saint-Cyprien est noyé sous plus de 3 mètres d’eau. Sur la rive droite, le bas du quartier Saint-Michel et les Amidonniers sont également touchés.

## Bilan humain et matériel
Sur la seule agglomération de Toulouse, on compte 209 victimes. Plus de 1 100 voire 1 400 habitations se sont effondrées et 25 000 personnes sont laissées sans logement. Le pont Saint-Michel et le pont Saint-Pierre sont détruits. Seul le pont le plus ancien, le Pont Neuf (inauguré en 1632) résiste.
Toute la région est affectée :
- dans le département de Haute-Garonne, on compte 330 décès et plus de 2 600 maisons sont détruites ; à Muret, le pont suspendu a été arraché ; les villages de Pinsaguel (en amont de Toulouse) et Ondes (en aval) sont les plus touchés, entièrement réduits en ruine.
- dans le Tarn-et-Garonne, on compte 116 décès et 8000 maisons détruites ; Castelsarrasin est le plus touché avec au moins 50 morts, puis Moissac, Golfech et Verdun-sur-Garonne.
- en Lot-et-Garonne, on compte 30 victimes. Agen subit de forts dégats, la Garonne y coulant 11,39 m au-dessus de l'étiage.

La crue ne touche pas que la Garonne, mais aussi ses affluents, particulièrement l'Ariège, la Save et le Tarn. Sur l'Ariège, Le Vernet est détruit ; à Auterive, le quartier de la Madeleine est dévasté et le pont rompu. En raison de la rupture d'un barrage sur le ruisseau des Moulines, le pire est atteint au village de Verdun avec 81 morts et 50 maisons détruites sur 70, le 24 juin 1875.

## Mesures prises

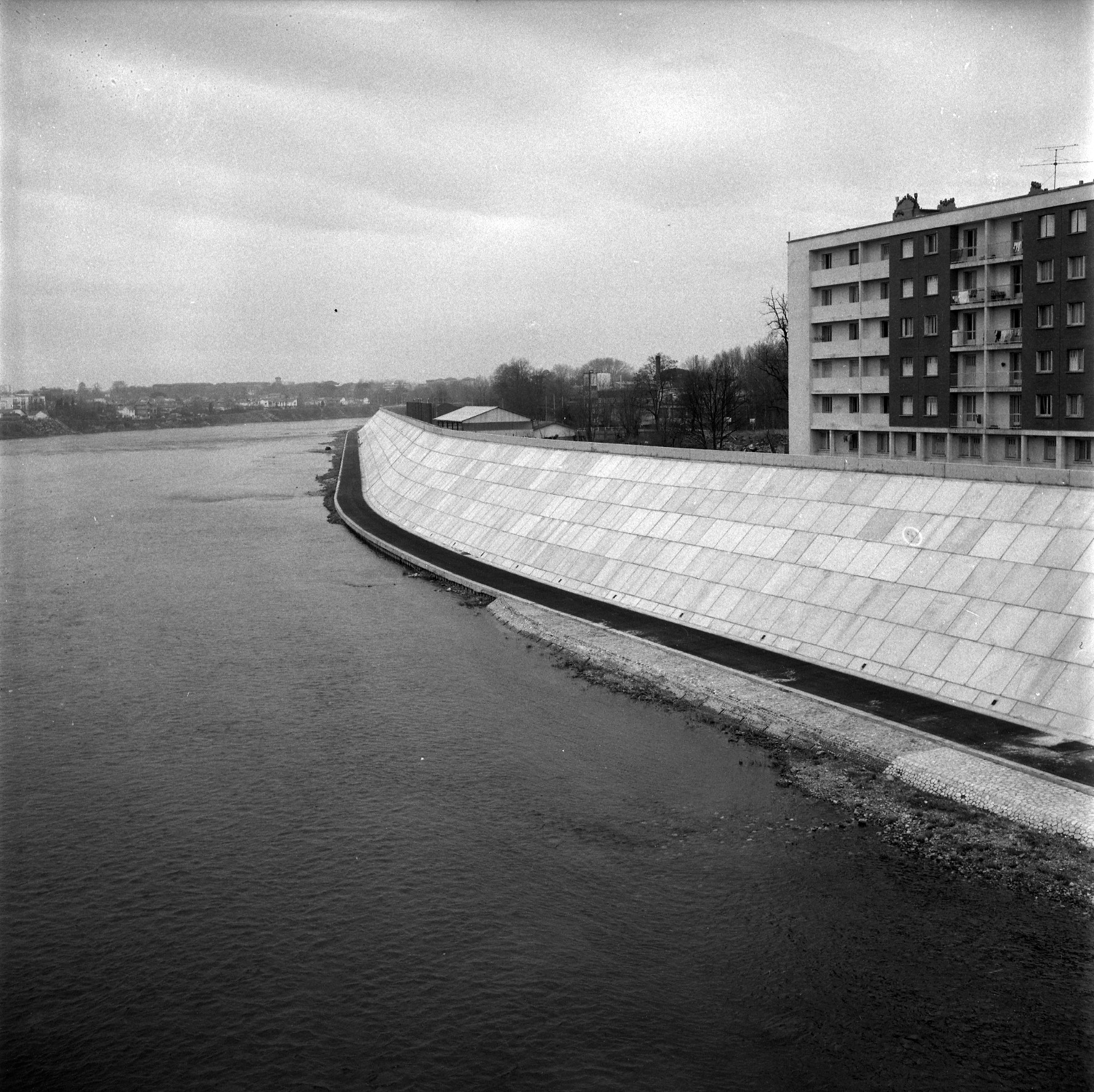
La digue du pont des Catalans, en 1968.

À la suite de cette crue, il a été décidé que les autorisations de construction ou reconstruction ne seront délivrées qu'à condition de suivre les prescriptions suivantes:
- les fondations sont descendues jusqu'à un terrain suffisamment ferme,
- les fondations sont faites en maçonnerie avec mortier de chaux,
- les murs sont construits en matériaux solides et mortier de chaux, sans brique verte et sans mortier de terre,
- les murs atteignent 3m50 au dessus du sol,
- les murs dépassent de deux mètres le plan d'eau du 23 juin 1875.

D'importantes digues ont depuis été construites à Toulouse.

## «Que d'eau!»
La légende rapporte que le président Mac Mahon, connu pour son manque d'éloquence, de visite à Toulouse pour constater les dégâts de l'inondation le 26 juin 1875, aurait seulement trouvé à dire : « Que d'eau, que d'eau ! ». Le préfet lui aurait alors répondu : « Et encore, Monsieur le Président, vous n’en voyez que le dessus… ! ».

## Galerie
Les principaux dégâts de la crue ont été photographiés par Eugène Trutat :

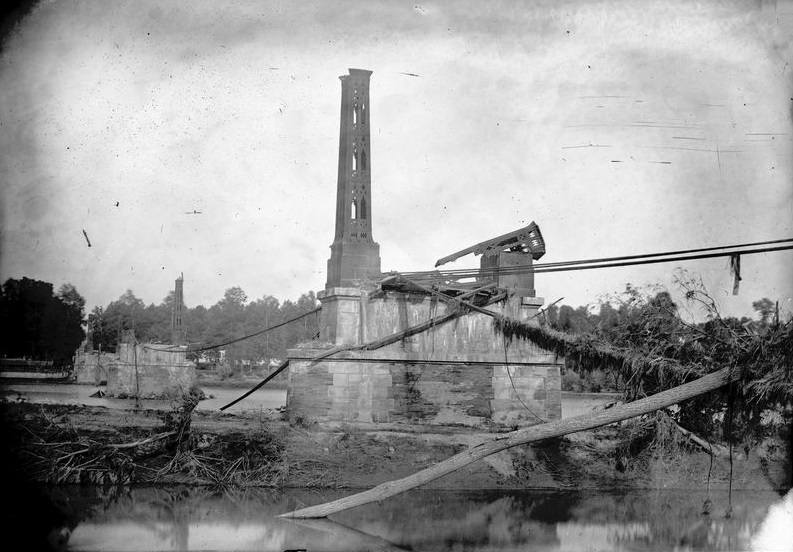
Piles du pont Saint-Michel.
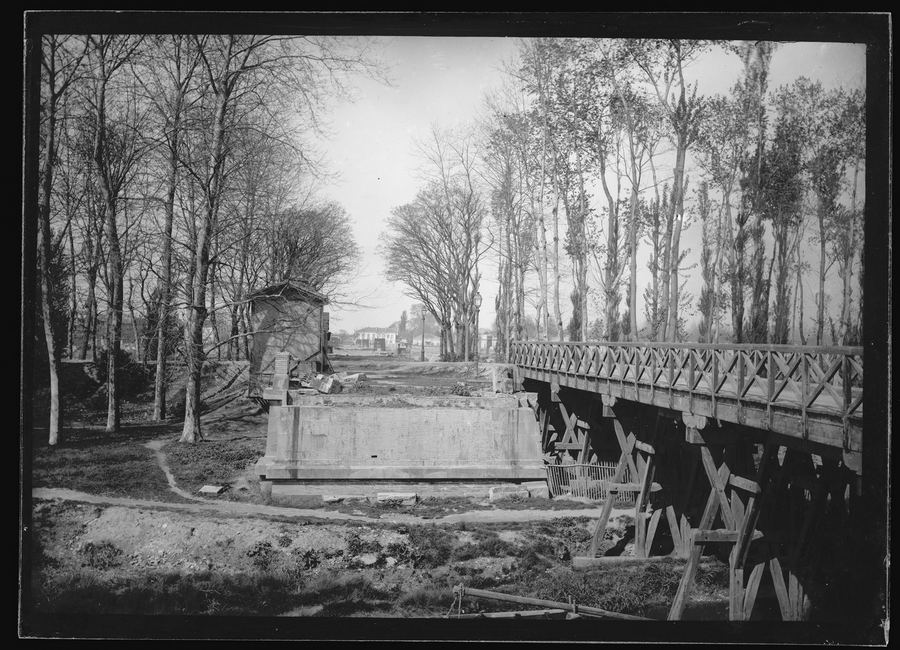
Ruines du pont suspendu Saint-Michel et de la passerelle de l'île du Ramier.
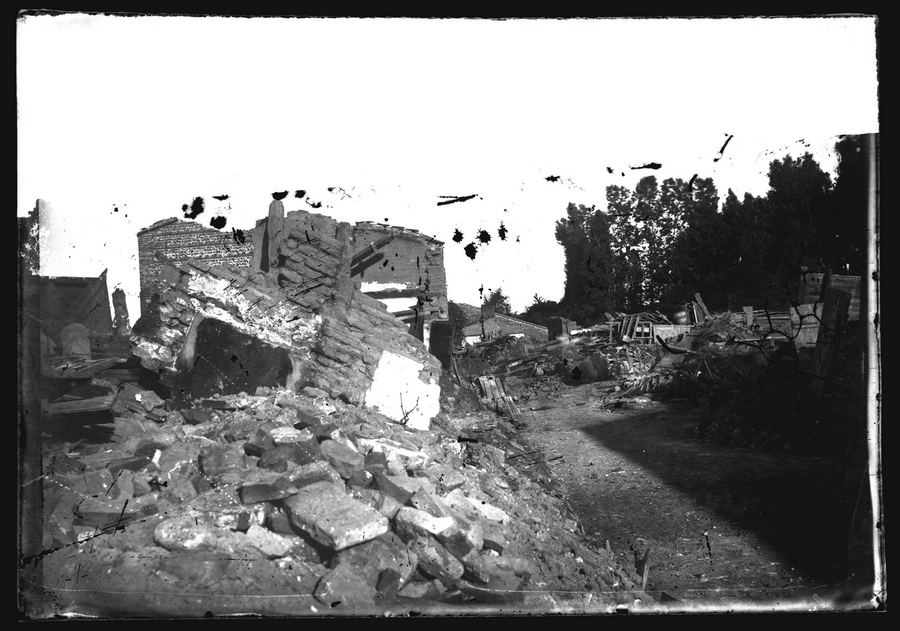
Ruines au niveau de l'Avenue de Muret.
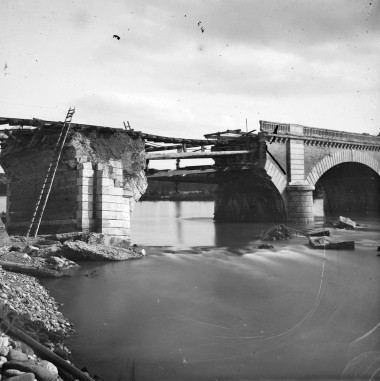
Ruines du pont (ferroviaire) d'Empalot.
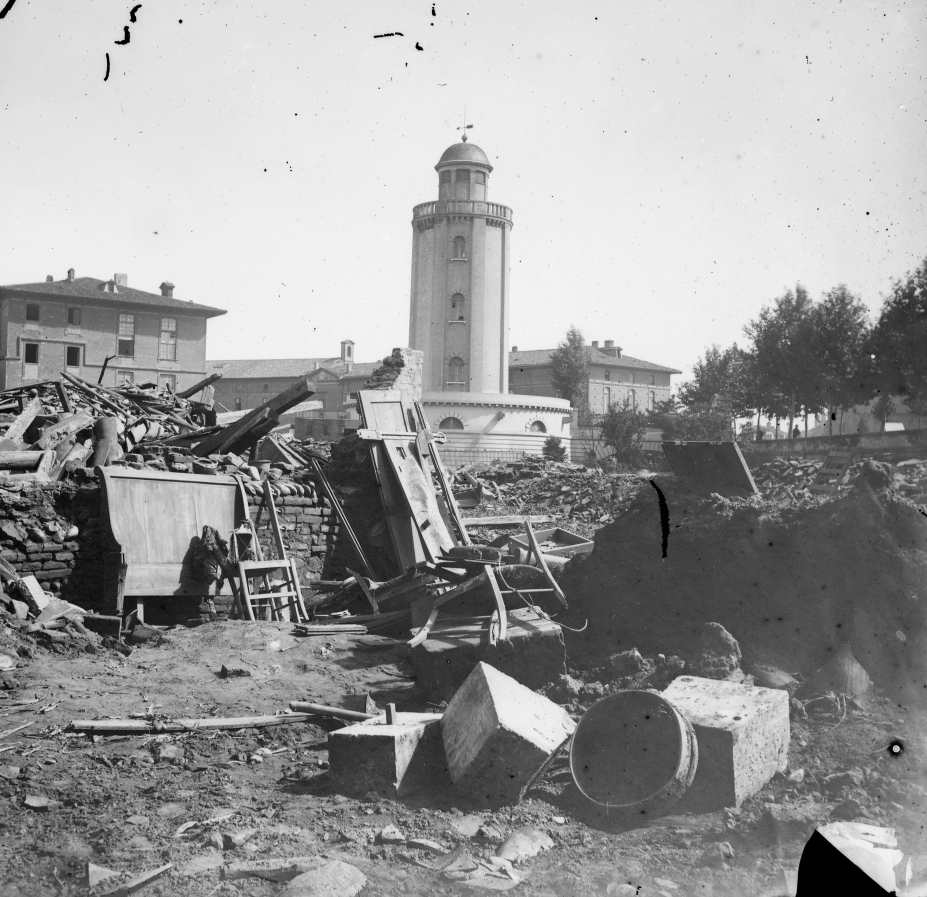
Place du  château d'eau.
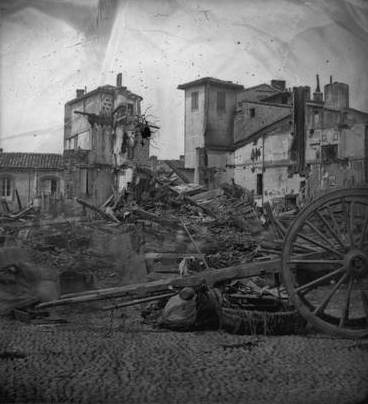
Place Olivier.
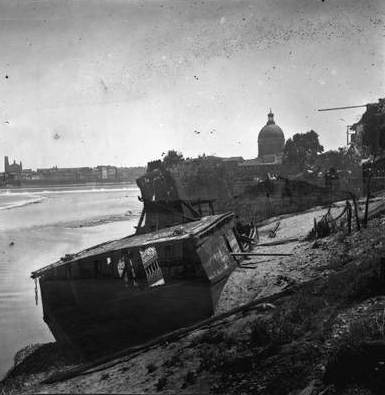
Lavoirs échoués sur la rive gauche de la Garonne.
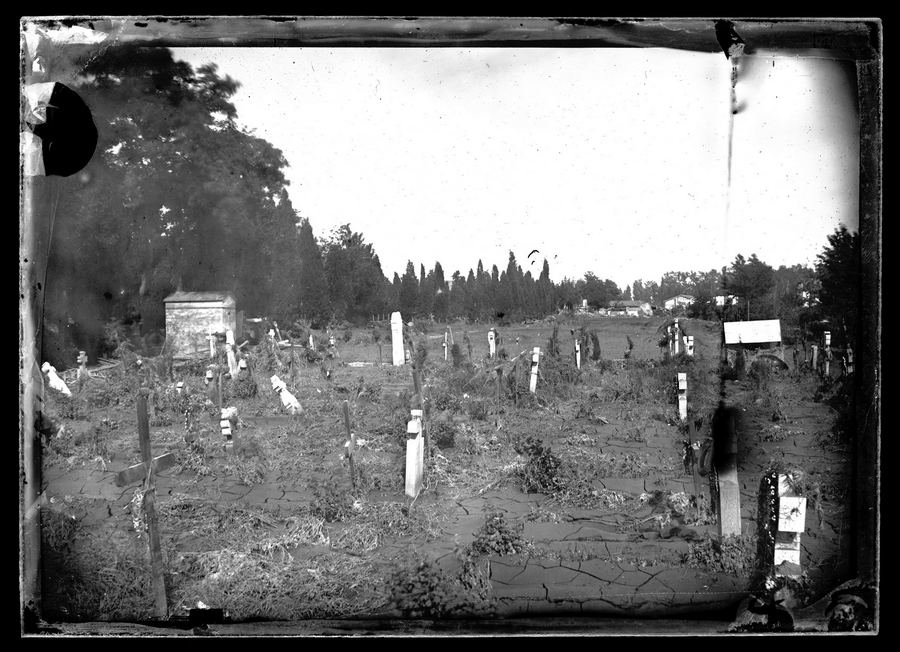
Cimetière de Rapas inondé.
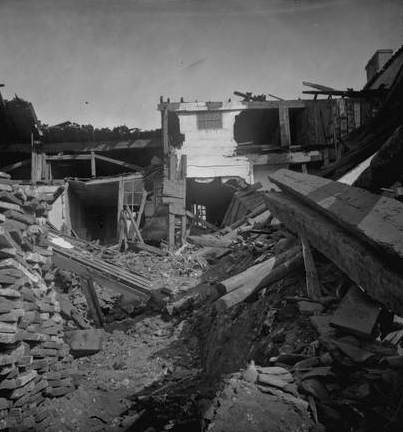
Maisons détruites dans le quartier Saint-Cyprien.
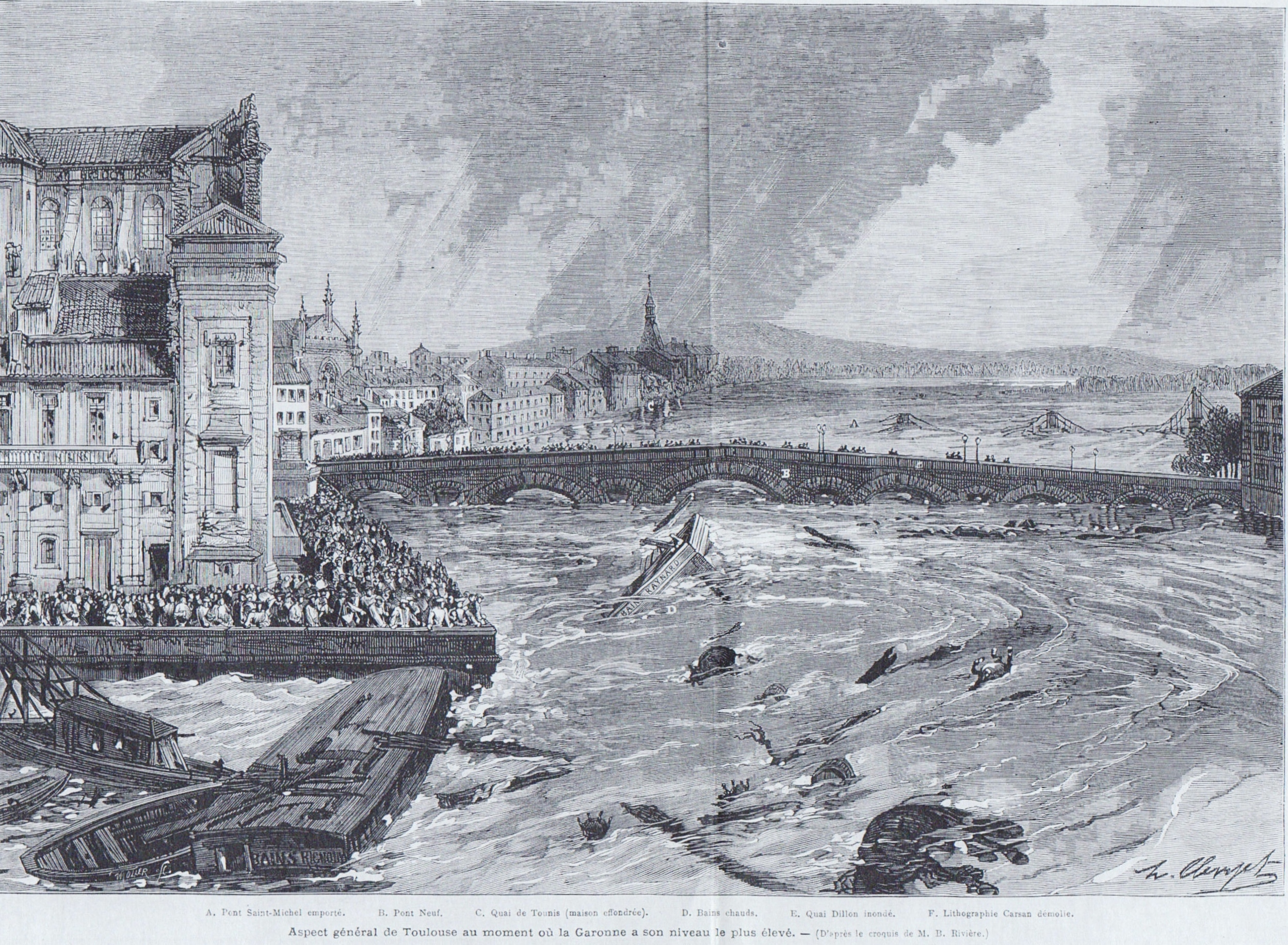
Gravure illustrant la crue de 1875.